# Крест (Пиј де Дом)
Крест (фр. Crest) насеље је и општина у централној Француској у региону Оверња, у департману Пиј де Дом која припада префектури Клермон Феран.
По подацима из 2011. године у општини је живело 1308 становника, а густина насељености је износила 191,23 становника/km². Општина се простире на површини од 6,84 km². Налази се на средњој надморској висини од 608 метара (максималној 653 m, а минималној 366 m).

## Демографија
| 1962. | 1968. | 1975. | 1982. | 1990. | 1999. | 2011. |
| ----- | ----- | ----- | ----- | ----- | ----- | ----- |
| 357   | 386   | 507   | 763   | 937   | 1.128 | 1.308 |

График промене броја становника у току последњих година